# 山田公足
山田 公足（やまだ の きみたり、生没年不明）は、奈良時代後期の女官。氏姓は山田三井宿禰から山田連、のち山田宿禰。位階は外従五位上。

## 記録
天平勝宝7歳（754年）正月、山田史一族は従五位下の山田比売島、従七位上の山田広人ら7人が山田御井宿禰の氏姓を与えられているが、この時に同時に改姓したものと思われる。
称徳朝の天平神護元年（765年）正月、藤原仲麻呂の乱後の論功行賞で従六位下から外従五位上に叙せられている。この日、白馬の節会の宴が開かれ、五位以上のものはこれに参加し、禄を与えられている。
その後、何らかの理由で連に改姓され、不遇であったが、光仁朝の宝亀元年（770年）11月、一族40人で宿禰姓に復し、続けて、外従五位上に昇叙している。以降の記録は存在していない。

## 官歴
注記のないものは『続日本紀』による。
- 天平勝宝7歳（754年）正月4日：山田史から山田御井宿禰に改氏姓
- 時期不詳：従六位下
- 天平神護元年（765年）正月7日：外従五位下
- 時期不詳：山田御井宿禰から山田連に改氏姓
- 宝亀元年（770年）11月4日：連から宿禰に改姓。5日：外従五位上